# Nectarinia
Nectarinia és un gènere d'ocells de la família dels nectarínids (Nectariniidae).

## Taxonomia
Segons la classificació del Congrés Ornitològic Internacional (versió 11.1, 2021) aquest gènere està format per 6 espècies:
- Nectarinia bocagii - suimanga de Bocage.
- Nectarinia purpureiventris - suimanga de ventre porpra.
- Nectarinia tacazze - suimanga del Tekezé.
- Nectarinia kilimensis - suimanga bronzat.
- Nectarinia famosa - suimanga malaquita.
- Nectarinia johnstoni - suimanga de Johnston.

En el passat s'inclòien també, dins aquest gènere, les espècies que actualment són ubicades a Cyanomitra, Chalcomitra, Leptocoma i Drepanorhynchus.